# Quercus acerifolia
Quercus acerifolia, és una espècie del gènere Quercus dins de la família de les fagàcies. Està classificada en la secció dels roures vermells d'Amèrica del Nord, Centreamèrica i el nord d'Amèrica del Sud que tenen els estils llargs, les glans maduren en 18 mesos i tenen un sabor molt amarg. Les fulles solen tenir lòbuls amb les puntes afilades, amb truges o amb pues en el lòbul.

## Distribució
Es tracta d'un Endemisme de les Muntanyes Ozark d'Arkansas als Estats Units. Està amenaçada per la pèrdua d'hàbitat.

## Descripció
Són arbres o arbustos de fulles caducifòlies que assoleixen una grandària de 15 m d'alçada. L'escorça és de color gris fosc a gairebé negre, de vegades convertint-se en aspra i arrugada. Les branques tenen un color marró grisós a marró vermellós, d'1,5-3 (-3.5) mm de diàmetre, pubescents, glabres o escassament. Les gemmes terminals són de color gris a marró grisenc, ovoides o àmpliament el·lipsoides, 3,5 a 5,5 mm, glabra. Les fulles van amb pecíol de 20-45 mm, glabre. El limbe és aplatat a àmpliament el·líptic, de 70 a 140 × (60 -) 100-150 (-180) mm, la base cordada-truncada a obtusa, marges amb 5-7 (-9) lòbuls i 11-48 arestes, venes secundàries plantejades en les dues superfícies. Les glans són biennals; tassa amb forma de copa, 4-7 glabres o puberulentes, superfície interior de color marró clar a marró vermellós. La floració es produeix a la primavera.

## Hábitat
Es produeix a les clarianes seques, vessants i cims de les muntanyes; d'interès per a la conservació; a una altitud de 500-800  metres.

## Taxonomia
Quercus acerifolia va ser descrita per (E.J.Palmer) Stoynoff i W.J.Hess i publicat a Sida 14(2): 268. 1990.
Etimologia
Quercus: nom genèric del llatí que designava igualment al roure i a l'alzina.
acerifolia: epítet llatí compost que significa "amb les fulles d'Acer"
Sinonímia
- Quercus shumardii var. acerifolia E.J.Palmer	[4][5]